# Ultima IV: Quest of the Avatar
Ultima IV: Quest of the Avatar is een computerspel dat werd ontwikkeld en uitgegeven door Origin Systems. De releasedatum van het spel is 16 september 1985. In 1985 kwam het spel eerst uit voor de Apple II en Commodore 64, maar later volgde ook andere homecomputers. Het is een beurtsgewijze computerrollenspel.

## Platforms
| Jaar | Platform                                         |
| ---- | ------------------------------------------------ |
| 1985 | Apple II, Commodore 64                           |
| 1986 | Atari 8-bit                                      |
| 1987 | Atari ST, DOS, FM-7, MSX, PC-88, PC-98, Sharp X1 |
| 1988 | Amiga, Sharp X68000                              |
| 1989 | NES                                              |
| 1990 | Sega Master System                               |
| 1992 | FM Towns                                         |
| 2011 | Microsoft Windows                                |
| 2012 | Apple Macintosh                                  |
| 2013 | iPad, iPhone                                     |

## Ontvangst
In 1996 werd het spel door het tijdschrift Computer Gaming World verkozen tot het op een na beste beste spel voor de personal computer.
| Beoordeeld door                       | Platform           | Datum            | Score |
| ------------------------------------- | ------------------ | ---------------- | ----- |
| ACE (Advanced Computer Entertainment) | SEGA Master System | augustus 1990    | 93%   |
| Computer and Video Games (CVG)        | SEGA Master System | juli 1990        | 86%   |
| ST Format                             | Atari ST           | mei 1991         | 85%   |
| Joker Verlag präsentiert: Sonderheft  | Commodore 64       | 1992             | 83%   |
| Joker Verlag präsentiert: Sonderheft  | Amiga              | 1992             | 83%   |
| Joker Verlag präsentiert: Sonderheft  | Atari ST           | 1992             | 83%   |
| Joker Verlag präsentiert: Sonderheft  | DOS                | 1992             | 81%   |
| Freegame.cz                           | DOS                | 5 september 2006 | 80%   |
| Nintendo Power Magazine               | NES                | februari 1991    | 74%   |
| ST Action                             | Atari ST           | mei 1988         | 56%   |